# Janua (Museo delle Streghe)
Janua o Museo delle Streghe è un museo di Benevento, dedicato alla figura delle streghe e delle janare. Il museo è ospitato all'interno di Palazzo Paolo V.

## Storia del museo
Janua è un Museo multimediale permanente sulla stregoneria beneventana e campana, declinata soprattutto al femminile, nato tra il 2017 e il 2019, nell'ambito del Progetto «per terre, per bellezza, per santità» cofinanziato da Fondazione con il Sud, ideato dalla Cooperativa I.D.E.A.S.

## La collezione
Incentrato sugli studi riguardanti le cerimonie e i riti di passaggio appartenenti alle tradizioni e alle leggende della zona di Benevento e del Sannio, il museo illustra diversi strumenti e oggetti di uso magico, sacrale, o superstizioso, come santini, ex-voto, feticci antropomorfi, erbe di potere.
A quest'area espositiva dal titolo Sanare e scongiurare: le Erbe di Janua, incentrata sui rimedi della medicina popolare, si affianca una sala di proiezione opportunamente sovrastata da un noce artificiale, sul modello dell'antico albero delle janare, che si riteneva dotato di poteri curativi e taumaturgici, con una video installazione curata da artisti locali e una sezione che ospita laboratori, una biblioteca e altre opere artistiche.
L'immagine di Janua che dà il nome al museo è una sirena bicaudata che rimanda al culto della Dea Madre, associata ai rituali di fertilità dionisiaci sopravvissuti nelle zone contadine.